# Kloster Sant’Angelo in Frigido

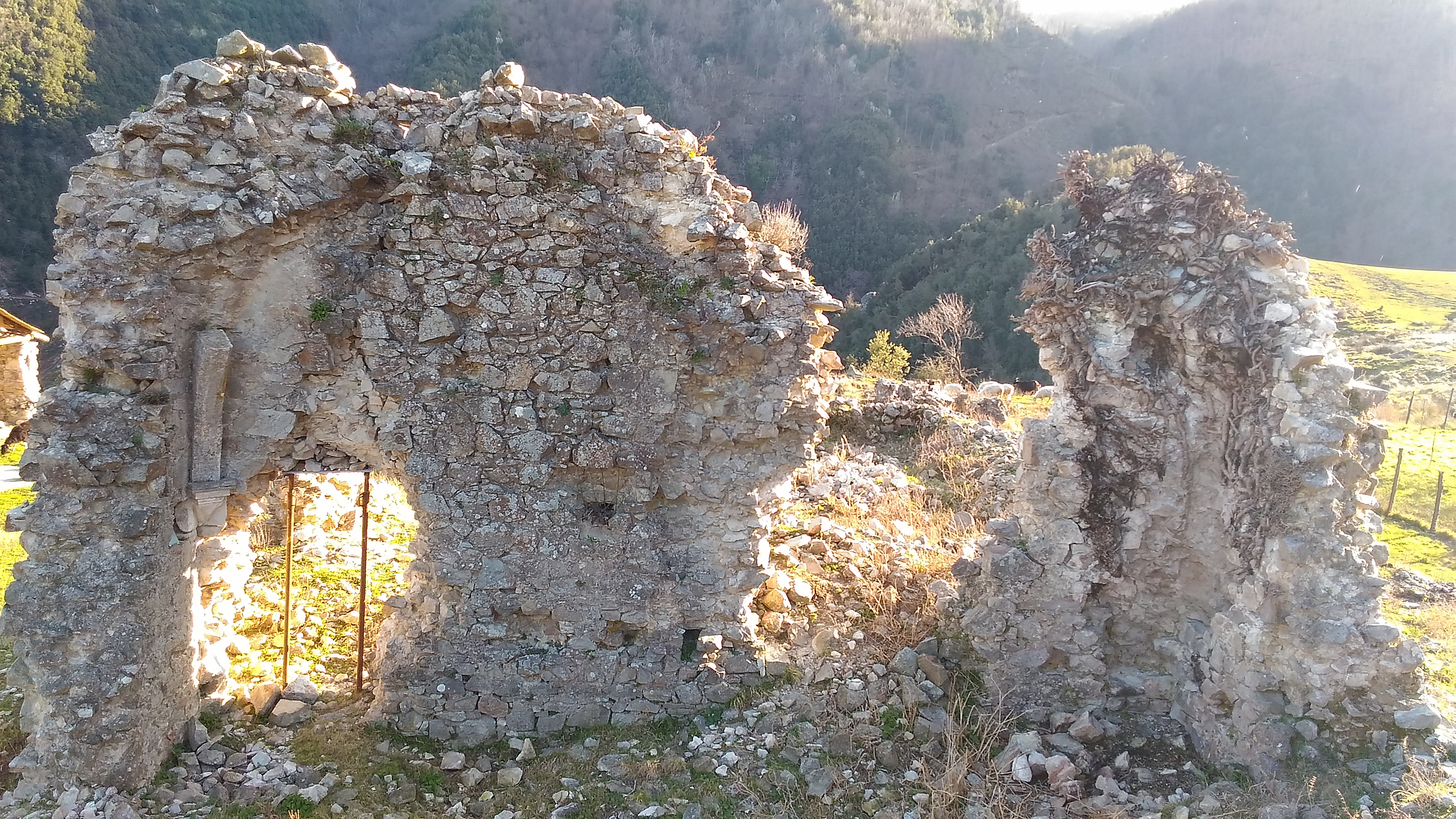
Ruinen der Abtei

Kloster Sant’Angelo in Frigido (oder in Fringillo/Frigillo, Sanctus Angelus in Fringillis) war eine Zisterzienserabtei in Kalabrien, Italien. Es lag rund 3 km von Mesoraca in der heutigen Provinz Crotone am Fuß des Sila-Gebirges in rund 800 m Höhe.

## Geschichte
Die Zisterzienser werden in Sant’Angelo 1220 in einem Brief des Papsts Honorius III. genannt und die Gründung des Klosters wird auf dieses Jahr oder auf das Vorjahr datiert, nachdem zuvor bereits eine Benediktinerniederlassung oder eine Grangie des Klosters Sambucina bestanden haben soll. Andere sprechen von einer Erwähnung durch Papst Innozenz III. bereits im Jahr 1205. Der Gründungskonvent kam aus dem Kloster Sambucina und damit gehörte die Abtei der Filiation der Primarabtei Clairvaux an. Das Kloster soll im Besitz der kleinen Klöster Santo Stefano del Vergari, Santa Maria di Archelao und San Nicola di Pineto gewesen sein. Es fiel später in Kommende und trat 1633 der kalabresisch-lukanischen Zisterzienserkongregation bei, wurde aber mit den kleineren Klöstern 1652 durch Papst Innozenz X. aufgelöst.

## Anlage und Bauten
Von der Abtei haben sich nur geringe Überreste erhalten.